# Vom „Weißen Kreuz“ zur roten Fahne
Vom „Weißen Kreuz“ zur roten Fahne. Jugend-, Kampf- und Zuchthauserlebnisse ist eine 1929 im Malik-Verlag erschienene Autobiographie des Räte-Kommunisten Max Hoelz.
Der erste Teil der ein halbes Jahr nach Hoelz’ Entlassung aus dem Zuchthaus Münster erschienenen Autobiografie beschreibt seine Jugend-, Kriegs- und Revolutionserlebnisse. Zudem erfährt der Leser, wie aus dem ehemals gläubigen Menschen (Weißes Kreuz) ein vom Glauben abgekommener Revolutionsführer für deutsche und russische Arbeiter (rote Fahne) wurde. 
Im zweiten Teil dieses Buches verarbeitet Hoelz die erlebte Zeit im Zuchthaus und macht auf die dortigen Missstände (Misshandlung, Mangel an Hygiene und Nahrung etc.) aufmerksam: „Was ich im Zuchthaus erlebte, war nur ein Ausschnitt aus jener Wirklichkeit, die die kapitalistische Gesellschaft hinter den tönenden Worten: Justiz, Gerechtigkeit, humaner Strafvollzug, Fürsorge und sittliche Hebung verbirgt.“ Des Weiteren lag es ihm am Herzen, zahlreiche Verleumdungen seiner Person, welche während seiner Gefangenschaft entstanden, zu widerlegen.
Max Hoelz über sein Buch: „Ich schildere meine Erlebnisse, um in den Lesern – vor allem den jungen, unverkalkten - den Willen zum Kampf gegen die bürgerliche Klassenherrschaft zu wecken und zu schärfen. Ich bringe dabei viel Persönliches zur Sprache. Das war unvermeidlich, denn alles Persönliche war zugleich Gemeinsames. Nicht nur ich wurde als Knecht geprügelt, lief weg, suchte hungernd Arbeit, glaubte an Gott und zog in den Krieg, nicht nur mir gingen die Augen auf, sodass ich das Gewehr gegen die Unterdrücker wandte, nicht nur ich stand vor den Klassenrichtern, nicht ich allein lag nackt und blutig in den Folterkammern deutscher Zuchthäuser! Tausende erleben und erleiden dasselbe wie ich. Sie sind stumm. In ihrem Namen spreche ich.“

## Belege
1. ↑  Max Hoelz: Vom „Weißen Kreuz“ zur roten Fahne, Malik-Verlag, Berlin 1929, fotomechanischer Nachdruck Verlag Neue Kritik, Frankfurt am Main, 1969.